# يان هاميلتون (لاعب كريكت)
يان هاميلتون (13 ديسمبر 1906 في نيوزيلندا - 29 أغسطس 1992 في نيوزيلندا) (بالإنجليزية: Ian Hamilton)‏ هو لاعب كريكت نيوزلندي. لعب مع فريق كانتربري للكريكت ‏.

## وصلات خارجية
- يان هاميلتون على موقع إي آس بي آن كريك إنفو (الإنجليزية)